# Scherenschwanz-Sternkolibri
Der Scherenschwanz-Sternkolibri (Doricha enicura) oder Scherenschwanzkolibri ist eine Vogelart aus der Familie der Kolibris (Trochilidae), die vom Süden Mexikos, über Guatemala, Honduras und El Salvador verbreitet ist. Der Bestand wird von der IUCN als „nicht gefährdet“ (least concern) eingeschätzt. Die Art gilt als monotypisch.

## Merkmale

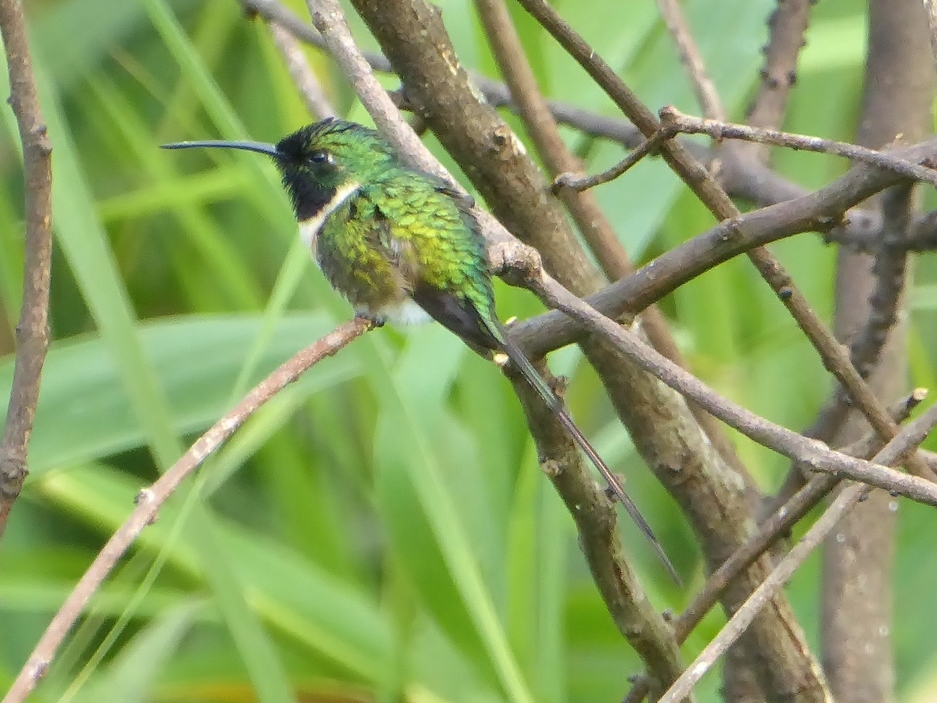
Scherenschwanz-Sternkolibri, Männchen

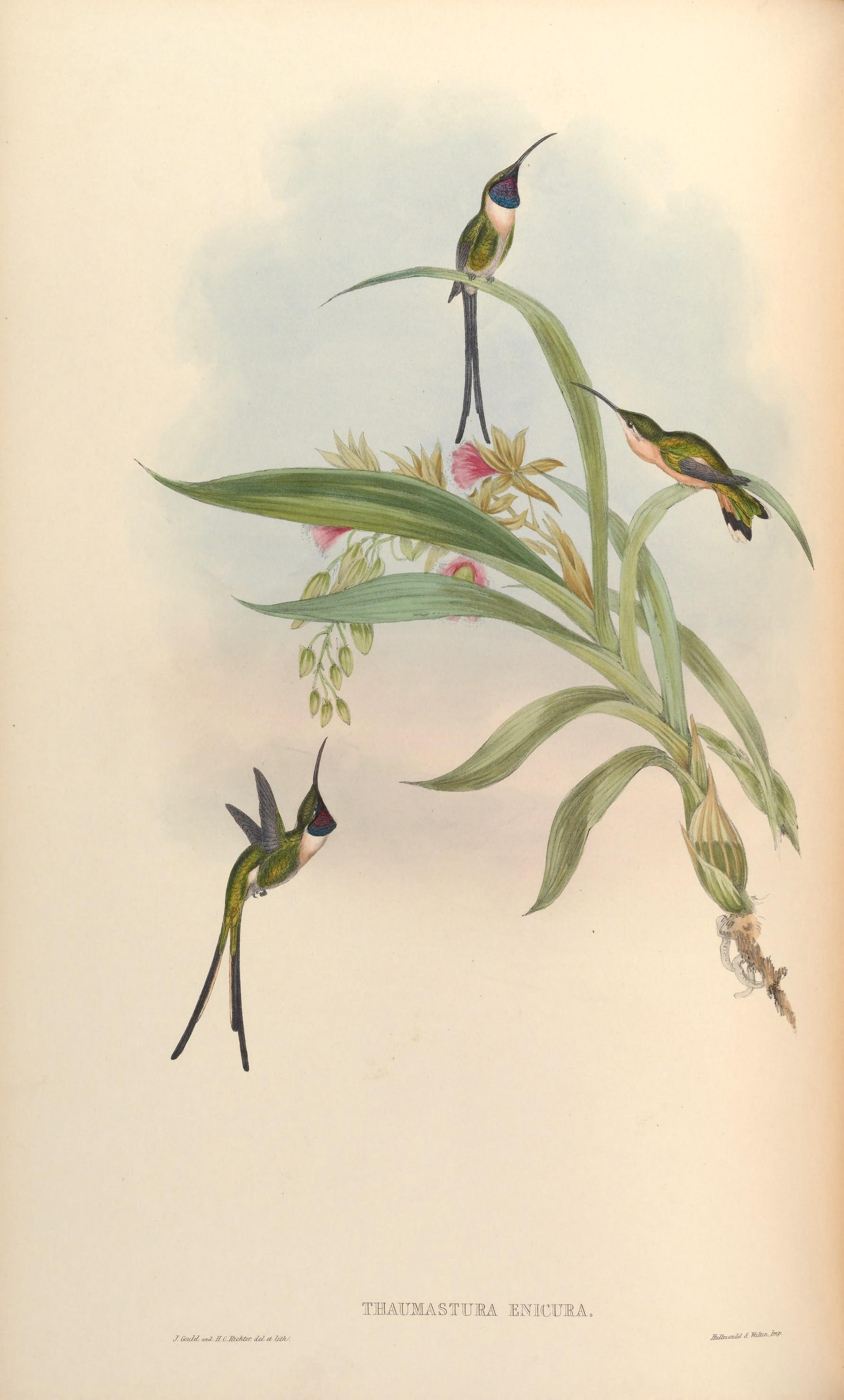
Scherenschwanz-Sternkolibris illustriert von John Gould und Henry Constantine Richter

Der männliche Scherenschwanz-Sternkolibri erreicht eine Körperlänge von etwa 11 bis 12,5 cm und ein Gewicht von ca. 2,3 g. Das Weibchen ist mit einer Länge von 8 bis 9 cm bei einem Gewicht von ca. 2,6 g etwas kleiner. Das Männchen hat einen langen, leicht gebogenen schwarzen Schnabel. Der Kopf und die Oberseite sind grün. Hinter dem Auge befindet sich ein weißer Fleck. Das Kinn ist schwärzlich, der Ringkragen pinkfarben lila. Ein weißes Band begrenzt die untere Brust, der Bauch ist grün mit weißer Mitte. Der sehr lange gegabelte Schwanz hat grüne zentrale Steuerfedern, die restlichen sind schwarz. Das Weibchen ist auf der Oberseite grün und hat ebenfalls den weißen Punkt hinter dem Auge. Die Unterseite ist zimtfarben bis gelbbraun. Die Ohrdecken sind von einem schwarzen Streif durchzogen. Der Schwanz ist deutlich kürzer als beim Männchen, wobei die zentralen Steuerfedern ebenfalls grün sind. Die äußeren Steuerfedern sind zimtfarben mit einem breiten schwarzen Band und weißen Spitzen. Jungvögel ähneln den ausgewachsenen Weibchen.

## Verhalten und Ernährung
Der Scherenschwanz-Sternkolibri bezieht seinen Nektar hauptsächlich von den mittleren Straten, oft auch sehr bodennah. Seine Nahrung ist eine Mischung aus Nektar und kleineren Gliederfüßern.

## Brut
Über die Brutbiologie des Scherenschwanz-Sternkolibris ist nur bekannt, dass er in Chiapas zumindest im Oktober brütet. Eine wissenschaftliche Beschreibung des Nests oder der Eier ist bisher nicht bekannt.

## Lautäußerungen
Der Gesang des Scherenschwanz-Sternkolibris ist nicht gut erforscht. Er ruft, während er auf einem Ast sitzt, einen ziemlich harten schnellen Tschilp, den er oft schnell wiederholt oder leicht trällert.

## Verbreitung und Lebensraum

Verbreitungsgebiet des Scherenschwanz-Sternkolibris

Der Scherenschwanz-Sternkolibri bevorzugt offene Flächen im Wald, Waldungen, Sekundärvegetation und Gestrüpp in Höhenlagen von 1000 bis 3000 Meter.

## Migration
Der Scherenschwanz-Sternkolibri gilt gemeinhin als Standvogel mit saisonalen Abwesenheiten, die vermutlich mit der Verfügbarkeit von adäquaten Nahrungsquellen zusammenhängen.

## Etymologie und Forschungsgeschichte
Die Erstbeschreibung des Scherenschwanz-Sternkolibris erfolgte 1818 durch Louis Pierre Vieillot unter dem wissenschaftlichen Namen Trochilus enicurus. Das Typusexemplar ordnete er irrtümlich Brasilien zu. 1854 führte Martin Hinrich Lichtenstein die neue Gattung Doricha ein. Doricha war eine griechische Hetäre, die mit Charaxos ein Verhältnis hatte. Der Artname enicura leitet sich vom griechischen ενικός enikós für „Einzahl, Singular“ und -ουρος, ουρά -ouros, ourá für „-schwänzig, Schwanz“ ab.